# Software simulador de planetário
Software simulador de planetário é um programa que reproduz na tela do computador a imagem de uma determinada área do céu, mostrando as posições dos principais astros, nos moldes de em um planetário.
Para funcionar adequadamente, estes programas precisam ser configurados pelo usuário com as coordenadas geográficas de uma localidade a partir da qual a abóbada celeste está sendo observada.